# Callum McManaman
Callum McManaman (Huyton, Inglaterra, 25 de abril de 1991) es un futbolista inglés. Juega de centrocampista en el Wigan Athletic F. C. de la League One.

## Trayectoria

### Inicios de su carrera
McManaman comenzó en el mundo del fútbol jugando en las divisiones inferiores del Everton desde que tenía 7 años, hasta que finalmente, a la edad de dieciséis se puesto en libertad por el club lo que le permitió negociar su paso al Wigan Athletic en una transferencia libre en año 2007. Hizo su debut en las reservas de su nuevo club casi al final de la temporada 2007-08. Demostrando un gran nivel futbolístico fue como se convirtió en un jugador regular en el equipo de reserva durante la segunda mitad de la temporada siguiente, disputando diez partidos y anotando cuatro goles. Luego hizo su segundo debut, pero esta vez ya con el equipo de primera, el 24 de mayo de 2009 en un partido de Premier League contra Portsmouth, convirtiéndose en el jugador más joven de Wigan en jugar en la Premier League. En julio de 2009, firmó su primer contrato profesional con el club. Luego McManaman permaneció en el equipo de la reserva durante la temporada siguiente, y aunque él no volvió a jugar ese año con el primer equipo, le garantizaron una extensión de su contrato.
McManaman no fue muy requerido por el técnico Roberto Martínez para formar parte del primer equipo al comienzo de la temporada 2010-11 de Premier League. Pero finalmente el 30 de noviembre de 2010, hizo su primera aparición en más de 18 meses cuando entró como suplente en un partido de la Copa de la Liga contra el Arsenal. Marcó su primer gol para Wigan en un partido que comenzó de titular contra el Hull City en la FA Cup el 8 de enero de 2011. En abril de 2011, extendió su contrato por otros dos años, manteniéndolo en el club hasta 2013.

### Blackpool
El 17 de octubre de 2011 McManaman se unió a Blackpool en una transferencia a préstamo por tres meses. Hizo su primera aparición con el equipo, en un partido que comenzó como suplente ante Doncaster Rovers, e hizo su debut como titular en el partido siguiente contra el Nottingham Forest. El 3 de diciembre de 2011, anotó su primer gol de liga en una victoria 1-0 sobre Reading FC. 

### Regreso a Wigan Athletic
Después de que se reincorporó en el equipo tras el préstamo en Blackpool, McManaman jugó y anotó un gol contra el Swindon Town en ronda de la FA Cup 7 de enero de 2012. Y volvió jugar en Premier League el 16 de enero de 2012 entrando como sustituto en el minuto 81 en lo que fue una derrota 1 a 0 contra Manchester City.
Luego McManaman anotó un gol en el primer partido de Copa de la Liga del Wigan Athletic en la temporada 2012-13 entrando como suplente en el minuto 89, para sellar una victoria 1-4 sobre Nottingham Forest. En enero de 2013, firmó un nuevo contrato con Wigan hasta 2016. El 17 de febrero de 2013, en la quinta ronda de la FA Cup, McManaman anotó un gol y fue nombrado como la figura del partido en lo que representó una victoria por 4-1 contra Huddersfield Town, ayudando a Wigan a alcanzar los cuartos de final por primera vez en 26 años. En ese partido de cuartos de final, anotó contra su ex club Everton, en Goodison Park, en una victoria por 3-0 que envió a Wigan a las semifinales en Wembley.
Después del juego contra Everton, McManaman comenzó de titular en un compromiso de Premier League contra Newcastle United el 17 de marzo de 2013.
El 27 de abril, anotó su primer gol de Premier League para Wigan en un empate 2-2 contra Tottenham Hotspur. Una semana más tarde, anotó el gol de la victoria en un triunfo por 3-2 contra West Bromwich Albion. Finalmente el 11 de mayo, se disputó el tan ansiado e importantísimo partido de FA Cup en el cual fue nombrado hombre del partido en la final, llevando a Wigan a una victoria por 1-0 sobre el Manchester City y consangrandose campeón del torneo más antiguo del mundo del fútbol

### West Bromwich Albion
El 28 de enero de 2015, McManaman firmó al West Bromwich Albion, equipo de la Premier League, en un contrato de tres años y medio a cambio de una cifra de £ 4,75 millones.

### Sheffield Wednesday
El 27 de diciembre de 2016, McManaman firmó para el Sheffield Wednesday equipo de la Football League Championship en un traspaso a préstamo hasta el final de la temporada. Hizo su debut en un partido contra el Wolverhampton Wanderers el 2 de enero de 2017.

## Carrera internacional
En junio de 2011, McManaman, junto con su compañero de equipo Lee Nicholls, fue incluido en el equipo sub-20 de Inglaterra para la Copa Mundial Sub-20 de la FIFA de 2011, era la primera vez que un jugador Wigan Athletic participaba en ese torneo. Hizo su debut en el primer partido de grupo en un empate 0-0 contra Corea del Norte, luego jugó en todos los partidos de Inglaterra durante el torneo hasta fueron eliminados por Nigeria.
El 14 de mayo, fue convocado por primera vez a los Sub-21 de Inglaterra para el Campeonato de Europa Sub-21 de la UEFA de 2013 en Israel. Sin embargo, fue descartado de la plantilla que jugaría el torneo debido a una lesión de tobillo en un partido contra el Arsenal.
McManaman también tiene la posibilidad de optar para representar a la República de Irlanda, debido a que sus abuelos son nacidos en Dublín.

## Vida personal
McManaman es pariente lejano del exfutbolista de Liverpool, Real Madrid e Inglaterra Steve McManaman.

## Clubes
Actualizado al 3 de mayo de 2025.
| Club                                   | País       | Año       | Partidos | Goles |
| -------------------------------------- | ---------- | --------- | -------- | ----- |
| Wigan Athletic F. C.                   | Inglaterra | 2009-2015 | 110      | 17    |
| Blackpool F. C. (a préstamo)           | Inglaterra | 2011-2012 | 14       | 2     |
| West Bromwich Albion F. C.             | Inglaterra | 2015-2017 | 25       | 0     |
| Sheffield Wednesday F. C. (a préstamo) | Inglaterra | 2016-2017 | 12       | 0     |
| Sunderland A. F. C.                    | Inglaterra | 2017-2018 | 26       | 1     |
| Wigan Athletic F. C.                   | Inglaterra | 2018-2019 | 24       | 1     |
| Luton Town F. C.                       | Inglaterra | 2019-2020 | 26       | 4     |
| Melbourne Victory F. C.                | Australia  | 2020-2021 | 16       | 4     |
| Tranmere Rovers F. C.                  | Inglaterra | 2021-2022 | 33       | 3     |
| Wigan Athletic F. C.                   | Inglaterra | 2023-     | 75       | 4     |

## Palmarés

### Títulos nacionales
| Título | Club                 | País       | Año  |
| ------ | -------------------- | ---------- | ---- |
| FA Cup | Wigan Athletic F. C. | Inglaterra | 2013 |